# Roești (gmina Vâlcea)
Roești – wieś w Rumunii, w okręgu Vâlcea, w gminie Roești. W 2011 roku liczyła 359 mieszkańców.